# Wunder gibt es nicht
Wunder gibt es nicht (Originaltitel: Milagros no hay. Los desaparecidos de Mercedes Benz) ist ein Dokumentarfilm von Gaby Weber aus dem Jahr 2003, der Vorkommnisse bei Mercedes-Benz Argentina in den Jahren 1976 bis 1977 aufzeigen soll.

## Vorgeschichte
Aufgrund des Militärputsches in Argentinien, der auch das Ziel hatte das gesamte Wirtschaftsmodell zu ändern hatte sich Mercedes-Benz Argentina zu einem Zentrum der Arbeiterbewegung entwickelt. Da die eigentliche Gewerkschaft Smata nicht hinter den Arbeitern stand, sondern mit der Firmenleitung zusammenarbeitete, organisierten sich die Arbeiter selber und es kam zu ungenehmigten Streiks. Sie wehrten sich gegen die Veränderungen, die die neue Regierung mit sich brachte und die Mercedes-Benz Argentina veranlassten mehr zu importieren und Leute zu entlassen. In der Folge gab es weiter willkürliche Streiks und auch Sabotagen.

## Handlung
In der Dokumentation werden Zeugen, Opfer oder deren Hinterbliebene interviewt. Sie handelt über eine Beteiligung der Mercedes-Benz Argentina an Verbrechen im Zeitraum der Argentinischen Militärdiktatur und die Bemühungen den Konzern in Argentinien, Deutschland und den USA vor Gericht zu bringen. Damals wurden insgesamt siebzehn Gewerkschafter der Mercedes-Benz Argentina entführt, in Folterzentren verschleppt oder ermordet. Nur zwei überlebten, von fünfzehn weiteren fehlt bis heute jede Spur. Gegen die Firmenleitung besteht der Vorwurf mit dem argentinischen Militär, das derzeit auch Hauptabnehmer ihres Unimog war, zusammen gearbeitet zu haben und so ihre unbequemen Gewerkschafter, die zugleich die fähigsten und kämpferischsten Arbeiter waren, an diese verraten und ausgeliefert zu haben.
Nach der Beendigung der Militärdiktatur in Argentinien soll in einem Prozess in den USA die Mitschuld des Unternehmens Mercedes-Benz Argentina an der Verschleppung der Arbeiter geklärt werden.
Ein Untersuchungsausschuss in Argentinien befasst sich mit der Aufklärung der Anschuldigungen. Während der damalige Personalchef von Mercedes-Benz Argentina leugnet Listen von unliebsamen Angestellten weitergeleitet zu haben, erklärt der Justiziar Ruben Pablo Cuevas bei seiner Befragung, dass es Teil seiner Arbeit gewesen wäre eine Namensliste den Behörden auszuhändigen. Andere Manager geben an sich nicht mehr daran erinnern zu können, weil es zu lange her und in dieser Zeit so viel passiert wäre. Doch es findet sich ein Dekret von 1975 in den Archiven von Daimler-Benz in denen Carlos Ruckauf, seinerzeit Arbeitsminister in Argentinien, das Militär mit der Auslöschung der „Fabrikguerilla“ des ganzen Landes, so auch bei Mercedes-Benz Argentina, beauftragte. Diese Ausmerzung der subversiven Kräfte musste von jemandem erledigt und auch finanziert werden. Dazu finden sich Dokumente die belegen, dass 1 Prozent des Umsatzes in einen Geheimfonds eingezahlt wurden, zu dem einzig und allein die „Smata“-Leitung Zugriff hatte. Ihre Mitglieder erfuhren nichts davon, was sie am Ende veranlasste ihre eigene Gewerkschaft zu gründen, die Gruppe der Neun die von Mercedes-Benz jedoch nicht anerkannt wurde.
Es folgen Aussagen von Managern wie dem Produktionschef bei Mercedes, Juan Ronaldo Tasselkraut. Er erinnert sich, dass die Produktivität in dieser Zeit wegen Sabotage auf 30 Prozent gefallen war, bis sie nach einiger Zeit normalisiert und die Sabotageakte abgestellt werden konnten. Auf die Frage des Gerichts, „ob ein Zusammenhang mit den Morden an den Betriebsräten bestand?“, antwortete er nur: „Wunder gibt es nicht, Euer Ehren“. Gaby Weber kommentiert dies mit den Worten: „Eine offensichtlich logische Schlussfolgerung, denn der Profit beruht auf der Produktivität, die sich die Manager um jeden Preis erhalten wollten.“
Mit der Rückkehr der Demokratie in Argentinien unter Raúl Alfonsín finden sich immer mehr Kinder und Enkel, die das Schicksal ihrer verschleppten Familienmitglieder nicht ruhen lässt. Sie organisieren sich und dabei kommt an Licht, dass der mutmaßliche Folterer Rubén Lavallén auch ein Kindesräuber war. Aus seiner späteren Position als Sicherheitschef bei Mercedes, wo er nach eigenen Angaben das Fünffache von dem verdiente als vorher als Commissario der Polizei, hatte er das Unternehmen dazu gebracht medizinische Geräte für Frühgeburten an das Militärhospital Campo de Mayo zu liefern. Dort brachten schwangere Gefangene ihre Kinder zur Welt, bevor sie ermordet wurden. Fünf dieser Babys wurden von Mercedes-Managern adoptiert, wie Gaby Weber recherchieren konnte. Justiziar Ruben Pablo Cuevas bestätigt diese Lieferungen vor dem Tribunal als wohltätige Spende an ein Krankenhaus.
Aufgrund einer Reportage von Gaby Weber 1999 über Die Verschwundenen Betriebsräte von Mercedes-Benz erhebt auch ein deutscher Anwalt Anklage gegen das Unternehmen wegen Beihilfe zum Mord. In der Folge wollen Aktionäre die Verantwortung übernehmen und beauftragen den Juristen und Völkerrechtler Christian Tomuschat aus Berlin, dem Unternehmen ein ethisches Zertifikat auszustellen, denn schließlich hätte Mercedes-Benz freiwillig „The Global Compact“ unterzeichnet und damit versprochen die Rechte der Arbeiter zu respektieren.
Nachdem Tomuschat seine angeblich völlig unabhängigen Untersuchungen abgeschlossen hat, begibt sich Gaby Weber noch einmal auf Spurensuche und befragt das ehemalige Gewerkschaftsmitglied Eduardo Fachal. Er gibt an, dass Tomuschat ihn überhaupt nicht angehört hätte und der Bericht voller Lügen und Einseitigkeiten wäre. In diesem Bericht wurde Mercedes-Benz Argentina von jeglicher Verantwortlichkeit für den Tod seiner Kollegen freigesprochen, obwohl dort eindeutig zugegeben wird, dass enge Kontakte zum Militär bestanden hatten und sogar Listen von Treffen des Firmenchefs mit dem Militär aufgeführt wurden. Dort hätte dieser um die Beendigung der Verschleppung von Firmenmitarbeitern gebeten, da es langsam Unruhe unter der Belegschaft gäben würde.
Neben dem deutschen Gericht existiert auch eine Klage in den USA gegen Mercedes-Benz, was bei internationalen Menschenrechtsverletzungen dort zulässig ist. Doch auch dieser zögert sich hin, weil das Verfahren an ein anderes gekoppelt ist und Mercedes nicht anerkennt, dass die Firma in den USA angeklagt werden kann. Da es aber Tochterunternehmen in den USA gibt, sieht die amerikanische Justiz den Fall anders. Deshalb hat sich sogar Angela Merkel eingeschaltet und im Endeffekt ist der Prozess in der Schwebe geblieben und es wurde bis heute (2013) niemand zur Verantwortung gezogen.

## Einzelaussagen
Hector Ratto wurde verschleppt und sagt aus, dass einer der Manager der Polizei die Adresse von Diego Nunez übergeben hatte und dieser noch in derselben Nacht für immer verschwand. Dort wo er gefangen gehalten wurde, konnte er die Stimmen seiner Kollegen Gigerna, Mosquera, Arenas, Leichner und Delconnte vernehmen. Er wurde verhört, geschlagen und mit Elektroschocks gefoltert. In der Folge waren seine Arme vier Wochen lang gelähmt.
Nuncia Belmonte berichtet von den Bemühungen mit dem Präsidenten zu sprechen. Dieser sagte seine Hilfe zu, doch nichts sei passiert, was sie in ihrer Meinung bestätigt, dass es in ihrem Land keine Gerechtigkeit gäbe.
Alfredo Martin hat 36 Jahre bei Mercedes-Benz gearbeitet und gibt an in der Nacht des 14. Dezember 1976 mit brutaler Gewalt, gefesselt und mit Kapuze versehen, verschleppt worden zu sein. Er sei physisch und psychisch gefoltert und über seine Arbeitskollegen verhört worden. Am anderen Morgen wurde er wieder freigelassen und in der Fabrik bereits von Körten, Tasselkraut und Ceriani erwartet, die offensichtlich von seiner Verschleppung gewusst haben. Zwei Jahre später wurde ein neuer Sicherheitschef bei Mercedes eingestellt dessen Stimme er wiedererkannte und in der Nacht seiner Folterungen gehört hatte. Eine Stimme, die er mit ins Grab nehmen werde, die von Rubén Lavallén.
Gregorio Grieco berichtet von seinem Bruder, der bei Mercedes-Benz Argentina arbeitete und bei Auseinandersetzungen gegen die Smata teilgenommen hatte. Obwohl er sich danach aus privaten Gründen davon distanzierte und seine Arbeitsstelle aufgab, wurde er am 14. Dezember 1976 verschleppt. Ebenso sein Kollege José Vizzini. Beide kommen nie zurück und Vizzini's Frau wird von Mercedes 10 Jahre lang der Lohn ihres Mannes weitergezahlt. Angeblich hätte die Gewerkschaft Smata diesbezüglich Druck auf die Firmenleitung ausgeübt. Frau Vizzini verweigert vor dem Tribunal die Aussage und will nicht über die Vergangenheit sprechen.
Maria Luján Ramos-Reimer, die Ehefrau des Leiters der Gruppe der Neun berichtet vor dem Tribunal von Verhandlungen ihres Mannes und seinen Kollegen mit der Smata und den Betriebsleitern von Mercedes. Er wäre verwundert gewesen von den Zugeständnissen, die seine Verhandlungspartner plötzlich machten und meinte: „Hier ist etwas faul“. Noch in der Nacht wurde ihr Mann von Bewaffneten verschleppt. Ebenso erging es seinem Kollegen Hugo Ventura. Vor dem Tribunal sagt ein Zeugen aus, dass er die beiden in einer Polizeistation gesehen hätte dessen Leiter Rubén Lavallén war, der später bei Mercedes als Sicherheitschef eingestellt wurde. Trotz jahrelanger Suche wurden Ramos-Reimer und Ventura nie wieder gesehen. Rubén Lavallén gibt vor dem Tribunal zu seiner Verteidigung an, dass es Bereiche in „seinem“ Polizeirevier gegeben hätte, die dem Militär unterstellt waren und wofür er keine Verantwortung hätte.
Eduardo Fachal wird von Gaby Weber interviewt, und er berichtet, dass er als Mitglied der Gruppe der Neun ebenso wie seine Kollegen nach der Verschleppung von Ramos-Reimer und Ventura nicht mehr in der Lage war zu protestieren. Er sei aus Sicherheitsgründen mehrfach umgezogen und die Angst um ihr Leben hatte ihren Kampf besiegt. Die Gruppe der Neun stellte ihre Arbeit ein und Smata hatte wieder die alleinige Macht.

## Entstehung und Veröffentlichung
Die in Buenos Aires lebende Journalistin Gaby Weber begann 1999 für den Hörfunk des Westdeutschen Rundfunks über die Vorwürfe gegen Mercedes-Benz Argentina zu recherchieren.
Weber finanzierte den Film, bis auf eine Spende der „Stiftung Umverteilen“, selbst.
Der Film wurde im Jahr 2003 in spanischer und deutscher Sprache fertiggestellt. Die Ur-Version war fast zwei Stunden lang und wurde im argentinischen Fernsehen gezeigt. Die spanische Version wurde zur besten Sendezeit in mehreren südamerikanischen Kanälen gezeigt. Er wurde im argentinischen Parlament vorgeführt und soll zum „nationalen Interesse“ erklärt werden. Labournet.tv zeigt die komplette deutsche Version, auch bei Youtube ist er zu sehen.
Der Film wurde 2008 und 2012 aktualisiert und auf 90 Minuten gekürzt. Diese Version hatte Weber mehreren ARD-Anstalten erfolglos zur Ausstrahlung angeboten.

## Kontroverse um WDR-Produktion zum gleichen Thema
Der WDR hatte Jahre später die Produktionsfirma tvschoenfilm beauftragt, zu diesem Thema eine Dokumentation zu drehen. Dieser Film wurde unter dem Titel „Mercedes-Benz Argentina – Ein Konzern und seine Verantwortung“ am 2. Dezember 2013 in der ARD gesendet. Die Produktionsfirma gibt an, dass die Dokumentation von dem Schriftsteller Osvaldo Bayer, dem argentinischen Friedensnobelpreisträger Adolfo Pérez Esquivel, argentinischen und deutschen Menschenrechtsorganisationen, ehemaligen Aktivisten bei Mercedes-Benz Argentina sowie vom Rechtsanwalt im aktuellen US-Verfahren, Terry Collingsworth, unterstützt wird.
Weber sieht in diesem Film „ein Schulbeispiel für Abschreiben, Vertuschen und Banalisieren“, darüber hinaus verschweige er wesentliche Vorwürfe. Der Film habe ihre langjährige Recherche von Dritten nacherzählen lassen. Er sei keine eigene journalistische Leistung, bringe keine neuen Fakten und entschärfe oder verschweige die Vorwürfe. Die von ihr gefundenen Dokumente würden als eigene Recherche dargestellt, ohne Quellenangabe.
Der WDR und die Produktionsfirma wiesen die Vorwürfe Webers zurück.
In einer Stellungnahme des WDR antwortete Intendant Tom Buhrow wie folgt:

„[…] Zu Ihrem Vorwurf des Plagiats ist zu sagen, dass tatsächliches Geschehen, sei es in Form von historischen Ereignissen, Tagesereignissen oder Geschehnissen im Leben einer Person, nicht urheberrechtlich geschützt und damit frei benutzbar ist. Jedermann darf über tatsächliche Ereignisse berichten. Das Urheberrecht will gerade kein Berichterstattungsmonopol schaffen. Die Dokumentation 'Mercedes-Benz Argentina' ist weder ganz noch in Teilen Plagiat. […]“

Harald Neuber bezeichnete 2013 in der Tageszeitung Neues Deutschland den Film von tvschoenfilm als „Softversion der Daimler-Morde“ und warf ihm in der ver.di-Zeitschrift M – Menschen Machen Medien inhaltliche Schwächen vor.
Sowohl WDR als auch tvschoenfilm nahmen zum M-Beitrag Neubers noch einmal Stellung, kritisierten dessen Darstellung und betonten, dass es sich bei ihrer Dokumentation keinesfalls um ein Plagiat handele.
Der Filmkritiker Fritz Wolf, langjähriges Mitglied der Grimme-Preis-Jury, kritisierte Webers Behauptungen in epd medien als „windelweiche Sache“. Weiterhin argumentiert Wolf, dass der Film für das öffentlich-rechtliche Fernsehen gänzlich ungeeignet sei:

„Gaby Weber nennt ihren Film selbst im Untertitel 'eine Recherche'. Das ist er über weite Strecken auch. Sie präsentiert darin ihre Rechercheergebnisse ausführlich. […] Der Film dokumentiert dies alles, im besten Sinn des Wortes. Das allein aber macht noch keinen Film. Es fehlt an Dramaturgie, an Struktur, an Rhythmus. Zwischendurch tritt die Autorin selbst mit Aussagen auf, in einer ungelenken Form, die man ihr wahrscheinlich in keinem Sender der Welt hätte durchgehen lassen. […] Die Machart mag schon vor zehn Jahren ein Grund gewesen sein, den Film nicht ins Fernsehprogramm zu übernehmen. Heute, im Zeitalter der formatierten Sendeplätze, ist er ganz bestimmt einer. […]“